# ۱۷ (عدد)
۱۷ (هفتدهمین) عدد از اعداد طبیعی و هشتمین عدد از اعداد طبیعی دورقمی است.

## زبان شناسی
این واژه در زبان پارسی از ترکیب "هفت + از + ده " تشکیل شده که طی تغییرات زبانی، تبدیل به "هفده" شده‌است. مانند ترکیب "دو + از + ده" = دوازده